# Dragmaxia
Dragmaxia är ett släkte av svampdjur. Dragmaxia ingår i familjen Axinellidae.
Kladogram enligt Catalogue of Life:
| Dragmaxia | \| \| Dragmaxia anomala \| \| \| \| \| \| Dragmaxia undata \| \| \| \| \| \| Dragmaxia variabilis \| \| \| \| |
|           | \| \| Dragmaxia anomala \| \| \| \| \| \| Dragmaxia undata \| \| \| \| \| \| Dragmaxia variabilis \| \| \| \| |
|           | Auletta |
|           | |
|           | Axinella |
|           | |
|           | Cymbastela |
|           | |
|           | Dragmacidon                                                                                                   |
|           | |
|           | Ophiraphidites                                                                                                |
|           | |
|           | Pararhaphoxya                                                                                                 |
|           | |
|           | Phakellia |
|           | |
|           | Phycopsis |
|           | |
|           | Pipestela |
|           | |
|           | Pseudaxinella                                                                                                 |
|           | |
|           | Ptilocaulis                                                                                                   |
|           | |
|           | Reniochalina                                                                                                  |
|           | |
|           | Tragosia |
|           | |
|           | Dragmaxia anomala                                                                                             |
|           | |
|           | Dragmaxia undata                                                                                              |
|           | |
|           | Dragmaxia variabilis                                                                                          |
|           | |

|  | Dragmaxia anomala    |
|  |                      |
|  | Dragmaxia undata     |
|  |                      |
|  | Dragmaxia variabilis |
|  |                      |